# Arnold (East Riding of Yorkshire)
Arnold – osada w Anglii, w hrabstwie East Riding of Yorkshire. Leży 13 km na północ od miasta Hull i 262 km na północ od Londynu.